# بوفورت، اوت-گارون
بوفورت (به فرانسوی: Beaufort) یک کمون (فرانسه) در فرانسه است که در canton of Rieumes واقع شده‌است. بوفورت ۸٫۵۱ کیلومتر مربع مساحت دارد ۲۸۰ متر بالاتر از سطح دریا واقع شده‌است.